# Януш Кобылянский
Януш из Кобылян (Януш Кобылянский), Януш из Кобылян и Дукли (пол. Janusz z Kobylan (Kobylański); после 1380 — до 30 сентября 1441) — государственный и военный деятель Польского королевства, ловчий краковский (1419—1438), староста саноцкий (1420—1430) и каменецкий (1438 г.).

## Биография
Представитель польского дворянского рода Кобылянских герба «Гржимала». Правнук воеводы калишского Пшецлава из Кобылян. Старший брат — Домарат Кобылянский (1380—1440), маршалок надворный коронный.
Вместе со своим братом Домаратом Януш Кобылянский принимал участие в походе польского короля Владислава Ягелло против Тевтонского ордена в 1410 году. Сражался в первой шеренге Краковской хоругви во время Грюнвальдской битвы.
В 1426 году по приказу короля Владислава Ягелло во главе пятитысячной рыцарской конницы принял участие в походе венгерского короля Сигизмунда Люксембургского против турок-османов и расположился лагерем (с 24 июня) на два месяца под Браиловом, куда должен был прибыть император Сигизмунд, но из-за волнений в Чехии он не прибыл на место встречи.
Будучи ловчим краковским, в 1435 году Януш из Кобылян подписал Брест-Куявский мир между Польским королевством и Тевтонским орденом. Вероятно, он вскоре умер, потому что 30 сентября 1441 года появилась Анна — его вдова — со своими сыновьями: Якубом (каштеляном Беча в 1444 году), Яном, Петром и Николаем из Кобылан, которые до 1485 года вместе занимались сельским хозяйством и давали королю ссуды. Они закрепили за собой село Ядовики в районе Новы-Сонч и в 1485—1487 годах поделили поместье.